# Phragmatobia ansorgei
Phragmatobia ansorgei là một loài bướm đêm thuộc phân họ Arctiinae, họ Erebidae.